# PRQ
PeRiQuito AB (PRQ) é um ISP Sueco é uma empresa de web hosting fundada em 2004. Com base em Estocolmo, é propriedade de Gottfrid Svartholm e Fredrik Neij, dois fundadores do The Pirate Bay.

## Modelo
Parte do modelo de negócio do PRQ é hospedar todos os clientes, independentemente do quão estranho ou controversos possam ser. De acordo com o The New York Times, "os caras do Pirate Bay fizeram um esporte fora de insultos de todas as formas de autoridade, incluindo a polícia sueca, e PRQ tem saído do seu caminho para ser um host de sites que outras empresas não iria tocar." O serviço PRQ tem sido descrito como "altamente seguros, com serviços de hospedagem sem nenhuma-questão-perguntada". A empresa é relatada por não conter quase nenhuma informação sobre seus clientes e mantém poucos se é que mantém qualquer um dos seus próprios registros. Fredrik Neij e Gottfrid Svartholm dizem que acumularam "uma experiência considerável em resistir a ataques legais". Svartholm é cotado por ter dito "Nós empregamos nossa equipe jurídica. Estamos acostumados a este tipo de situação" em uma entrevista por telefone. Devido a hospedagem do The Pirate Bay, PRQ foi alvo de uma batida policial.

## Crítica
Os cofundadores foram criticados por Hospedagem de sites controversos, incluindo páginas da web que promovem a pedofilia, tais como o North American Man/Boy Love Association (NAMBLA), uma organização de defesa da pedofilia e pederastia. As autoridades locais e ativistas antipedofilia na Suécia não conseguiram persuadir PRQ a fechar os sites. O par defendeu sua decisão, citando liberdade de expressão.
Outras críticas originadas do PRQ, site de hospedagem BitTorrent The Pirate Bay, WikiLeaks, e o blog de extrema-direita francesa Fdesouche.